# Ronnie Jamroży
Ronnie Jamroży (ur. 12 listopada 1985 w Rawiczu) – polski żużlowiec.

## Życiorys
Licencję żużlową zdobył w 2002 roku jako zawodnik klubu WTS Wrocław. W rozgrywkach z cyklu drużynowych mistrzostw Polski reprezentował kluby: WTS Wrocław (2002, 2005–2006), KM Ostrów Wielkopolski (2003), Kolejarz Opole (2004), GTŻ Grudziądz (2007), Kolejarz Rawicz (2008), RKM Rybnik (2009–2011), Orzeł Łódź (2013) oraz Ostrovia Ostrów Wielkopolski (2012, 2014). KMŻ Lublin (2015)
Dwukrotny medalista DMP: złoty (2006) oraz brązowy (2002).

## Osiągnięcia
Sukcesy indywidualne:
- dwukrotnie I m. w memoriałach im. Gerarda Stacha w Opolu (2004, 2006),
- II m. w turnieju o „Srebrny Kask” (Zielona Góra 2006)[1],
- brązowy medal mistrzostw Europy par (Miszkolc 2009)[2].